# NAL Hansa
Die NAL Hansa (Sanskrit: हंस (Schwan)) ist ein Schulflugzeug des indischen Herstellers Taneja Aerospace and Aviation Ltd (TAAL).

## Geschichte und Konstruktion
Die Hansa wurde als Nachfolger der bei den indischen Fliegerclubs verwendeten Schulflugzeuge von den indischen National Aerospace Laboratories entwickelt. Die Maschine ist fast vollständig aus Verbundwerkstoffen gefertigt. Das Flugzeug ist als Tiefdecker mit nicht einziehbarem Bugradfahrwerk ausgelegt. Die beiden Piloten sitzen nebeneinander im Cockpit.

## Versionen
- Hansa-2: Prototyp

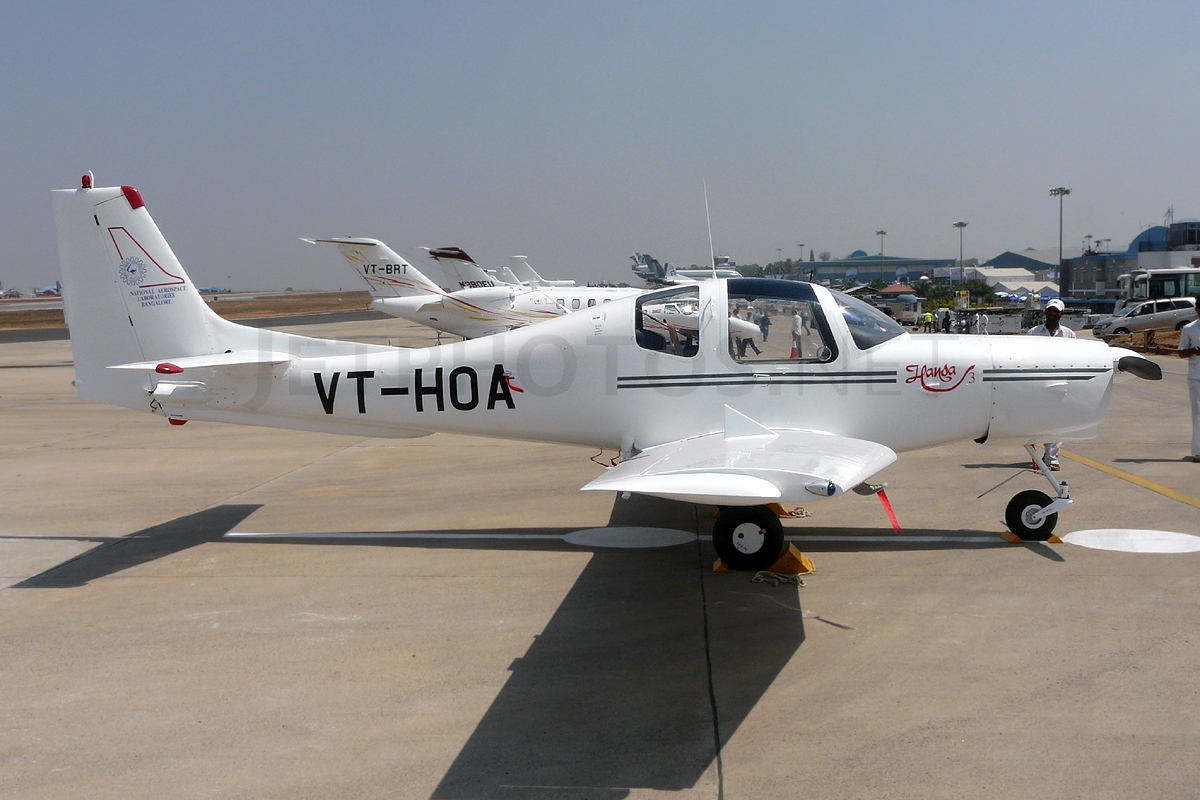
Hansa-3

- Hansa-2RE: Bezeichnung des Prototyps, nachdem ein neuer Motor eingebaut, die Spannweite vergrößert und die Flugzeugzelle, insbesondere im Cockpitbereich, überarbeitet wurde. Erstflug am 26. Januar 1996
- Hansa-3: Serienversion der 2RE.
- Hansa-S: Ursprünglich als Hansa-4 bezeichnet, handelt es sich um die mit einem Dieselmotor Safran SR305-230E mit 230 PS[2] ausgerüstete Serienversion.
- Hansa UAV: Unbemannte Drone

## Technische Daten
| Kenngröße             | Daten                            |
| --------------------- | -------------------------------- |
| Besatzung             | 2                                |
| Länge                 | 7,66 m                           |
| Spannweite            | 10,47 m                          |
| Höhe                  | 2,61 m                           |
| Flügelfläche          | 12,47 m²                         |
| Leermasse             | 545 kg                           |
| max. Startmasse       | 750 kg                           |
| Reisegeschwindigkeit  | 178 km/h                         |
| Höchstgeschwindigkeit | 213 km/h                         |
| Dienstgipfelhöhe      | ? m                              |
| Reichweite            | 842 km                           |
| Triebwerke            | 1 × Rotax 914 F3, 85 kW (113 PS) |